# Au Revoir Simone
Au Revoir Simone — американський музичний дрім-поп/синт-поп гурт із Брукліна, заснований 2003 року.
В основному використовуються клавіші, барабанна машина та перкусія. За власними словами, і просто кажучи, вони створюють «теплу та органічну електронну музику з прямими жіночими голосами».
Au Revoir Simone є одним із гуртів, який виступає в Roadhouse у третьому сезоні серіалу Девіда Лінча «Твін Пікс».

## Учасниці
- Еріка Форстер (англ. Erika Forster) — спів, клавішні
- Енні Харт (англ. Annie Hart) — спів, клавішні
- Хізер Д'Анджело (англ. Heather D'Angelo) — спів, клавішні, драм-машина

## Дискографія
- Verses of Comfort, Assurance & Salvation (2005, Our Secret Record Company — North America, Moshi Moshi Records — Europe, Rallye Label — Japan)
- The Bird of Music (2007, Our Secret Record Company — North America, Moshi Moshi Records — Europe, Rallye Label — Japan)
- Still Night, Still Light (2009, Our Secret Record Company — North America)
- Move in Spectrums (2013, Instant Records — North America, Moshi Moshi Records — Europe)